# ティム・メイヨット
ティム・メイヨット（Tim Mayotte, 1960年8月3日 - ）は、アメリカ・マサチューセッツ州スプリングフィールド出身の元男子プロテニス選手。1988年のソウル五輪で男子シングルスの銀メダルを獲得した選手で、1980年代にアメリカを代表する選手の1人として活動した。4大大会ではウィンブルドン選手権を最も得意にした。シングルス自己最高ランキングは7位。ATPツアーでシングルス12勝、ダブルス1勝を挙げた。身長190cm、体重84kg、右利き。
1979年にプロ入り。1981年にウィンブルドンと全豪オープンでベスト8に進出し、1982年にウィンブルドンで初の準決勝進出を果たす。メイヨットは準々決勝で1980年全豪オープン優勝者ブライアン・ティーチャーに競り勝ったが、初めての準決勝ではジョン・マッケンローに 3-6, 1-6, 2-6 で完敗した。1983年にウィンブルドンで3年連続のベスト8に入った後、当時は11月の年末開催だった全豪オープンでも初めてベスト4に進んだが、この準決勝ではイワン・レンドルに 1-6, 6-7, 3-6 のストレートで敗れた。メイヨットの4大大会成績は、1982年ウィンブルドンと1983年全豪オープンの2度の準決勝進出が最高であるが、その後も安定した好成績を維持した。しかしメイヨットのツアー初優勝は比較的遅く、1985年2月にアメリカ・フロリダ州デルレイビーチ大会の決勝でスコット・デービス（同じくアメリカ）を 4-6, 4-6, 6-3, 6-2, 6-4 の逆転で破った勝利が彼の初栄冠だった。1987年にメイヨットは男子ツアーで5つのシングルス・タイトルを獲得したが、4大大会ではいくらか低迷気味だった。
オリンピックにおけるテニス競技は、1928年のアムステルダム五輪以後、プロ選手の登場により除外されていた。しかし1988年のソウル五輪でプロテニス選手の出場が認められ、64年ぶりにオリンピック競技としてのテニスが復活する。オリンピックはアマチュアの祭典である、という基本理念を覆す決定がなされたため、当時は大きな波紋を呼んだ出来事だった。その記念すべき大会で、メイヨットは準決勝で同じアメリカ代表のブラッド・ギルバートを破ったが、決勝戦ではチェコスロバキア代表のミロスラフ・メチージュに 6-3, 2-6, 4-6, 2-6 で敗れ、復活金メダルの第1号を逃した。オリンピック銀メダルの年、メイヨットは4つのツアー大会で優勝し、この年に世界ランキングの自己最高位「7位」をマークした。
オリンピック銀メダルの翌年、1989年にメイヨットはウィンブルドンと全米オープンの2大会連続でベスト8に進出する。ウィンブルドンのベスト8は通算6度目であったが、全米オープンでは29歳にしてようやく自己最高成績を出した。この大会では4回戦で当年度の全仏オープン優勝者マイケル・チャンに快勝したが、初めての準々決勝では第1シードのイワン・レンドルに 4-6, 0-6, 1-6 で一方的な完敗に終わった。しかし1990年に入ると、メイヨットのテニス成績は下降線をたどり始める。1991年の全米オープン1回戦敗退が、彼の最後の4大大会出場になった。ソウル五輪の銀メダルで印象を残したティム・メイヨットは、1992年2月にアメリカ・ペンシルベニア州フィラデルフィア大会の1回戦敗退を最後に31歳で現役を引退した。